# Національний лісотехнічний університет України
Націона́льний лісотехні́чний університе́т Украї́ни — заклад вищої освіти у Львові. В основному розташований у місцевості Новий Світ.
В університеті навчається понад 5000 студентів. На 32 кафедрах працюють понад 370 кваліфікованих викладачів. Серед них — відомі вчені, Заслужені діячі науки і техніки, Заслужені працівники народної освіти України, лауреати Державних премій України, члени-кореспонденти НАН України, доктори наук, професори, доценти.
Університет один з перших запровадив ступеневу систему підготовки фахівців, а також модульно-рейтингову технологію навчання, нові інформаційні технології навчання на базі сучасної комп'ютерної техніки та інформаційних мереж. Університетом розроблено 15 державних стандартів освіти лісотехнічного профілю, у яких закладено принципово нові елементи сучасної дидактики — екологізацію освіти.

## Спеціальності
Університет готує фахівців для лісового комплексу України та суміжних галузей за освітньо-кваліфікаційними рівнем, бакалавр за спеціальностями (2016):
- 022 дизайн;
- 191 архітектура і містобудування;
- 051 економіка;
- 071 облік і оподаткування;
- 073 менеджмент
- 101 екологія;
- 121 інженерія програмного забезпечення;
- 122 комп'ютерні науки;
- 126 інформаційні системи та технології;
- 131 прикладна механіка
- 151 автоматизація та комп'ютерно-інтегровані технології
- 161 хімічні технології та інженерія
- 187 деревообробні та меблеві технології
- 192 будівництво та цивільна інженерія
- 205 лісове господарство
- 206 садово-паркове господарство

### Австро-Угорський період
Започаткування лісівничої освіти в Західній Україні мало тривалу передісторію. 1807 р. галицькі лісівники звернулися до влади з проханням відкрити лісівничий навчальний заклад. 1812 р. винесено на розгляд проєкт створення кафедри та фахових студій в університеті Львова. 1852 р. при Галицькому господарському товаристві почала діяти лісова секція, а в 1874 — Галицьке лісове товариство. 24 жовтня 1874 р. розпочала підготовку фахівців Крайова школа лісового господарства у Львові. 1906 р. була тимчасово закрита. 1908 р. Крайовій школі лісового господарства було надано статус вищого навчального закладу — єдиний в тогочасній Польщі.

### Період Польщі
Після поразки Західно-Української Народної Республіки у часи польського панування відбулася реорганізація навчальних закладів. Вищу лісову школу було об'єднано з Рільничою академією в Дублянах і створено рільничо-лісовий факультет Львівської політехніки. У 1921–1926 рр. у Львові діяв Український таємний університет, а у його структурі — лісовий (згодом — лісоагрономічний) факультет.

### Період німецької окупації
У 1941—1944 рр. на базі Львівської політехніки діяли тільки лісові фахові курси.

### Період СРСР
15 січня 1945 р. було видано постанову уряду УРСР про організацію «Львівського лісотехнічного інституту» (ЛЛТІ). 6 листопада 1954 р. наказом міністра вищої освіти СРСР було об'єднано лісомеліоративний факультет Львівського сільськогосподарського інституту з лісогосподарським факультетом лісотехнічного інституту.
1988 р. Львівському лісотехнічному інституту було присвоєно ім'я видатного вченого академіка Петра Степановича Погребняка.
Студенти та режим
Зі спогадів  Ігоря Терпиляка 1928 р.н. студента інституту, який закінчив у 1954р. після вбивства Ярослава Галана проводились збори у групах, обговорювали кожного студента. Всі повинні були розказувати свою автобіографію, після чого задавались питання хто був дід і який соціальний  статус. Більш відкриті студенти тоді за це поплатились. Переважно, визивались кудись і вже не вертались (арештовували).
У лютому 1949р. каральні органи ліквідували підпільну студентську організацію у інституті . До неї входили : Б. Лобур («Дубовий»), Ю. Шульга («Юрко»), В. Дзятовський  («Влодко»), В. Вузько. Усі вони були учасниками УПА, закінчили у 1944р. старшинську школу.
Студент Лісотехнічного інституту Карл Бонк був засновником і керівником в 1951р. молодіжної антирадянської організації «Молвесгруп» («Молодіжний веселий гурток»), члени якої ставили завдання повалити радянську владу та проголосити незалежність України. Організація займалася розповсюдження  антирадянських листівок, поширювали підпільну літературу котру отримували від членів ОУН.
Заступником керівника молодіжної антирадянської організації «Молвесгруп» був Євген Плітич студен Лісотехнічного інституту. 
Є. Плітич і К.Бонк першокурсники, народились у с. Стара Сіль Старосамбірського району.
У січні 1953р. були проведені арешти членів організації, їх звинуватили у «зраді батьківщини» і усіх засудили до 25 років виправно-трудових таборів з конфіскацією майна.
Микитко Яромир Олексійович 12.03.1953р. з м. Самбір, студент Лісотехнічного інститут  в 1972р., учасник українського руху опору. Член і засновник молодіжної організації УНВФ. Політв’язень радянських концтаборів (1973-1978).
Організація розмножувала літературу самвидаву, листівки про самоспалення студента Яна Палаха в Празі 16.01.1969.
У 1973 році арештований за розповсюдження самвидаву.  Після повернення з таборів у 1982р.  вдруге вступив до Лісотехнічного інституту.
Тимків Богдан Іванович 24.09.1935р. с. Сівка-Войнилівська, Калушського району студент Лісотехнічного інститут  в 1957р., учасник українського руху опору, член ОПВУ. Організація мала за мету національне визволення України. Політв’язень радянських концтаборів (1959-1968).
Р. Радонь учасник організації  Український Національно-Визвольний Фронт (УНВФ) котра виникла у 1968р. у м. Самбір.
Коли в березні 1973 р. у Львові вперше з 1939 р. заборонили проводити шевченківські вечори, юнаки виготовили 150 екземплярів листівки, що закінчувалася словами: "Вставайте, кайдани порвіте!" і ввечері 27.03 розклеїли їх по місту. Цієї ж ночі декілька десятків студентів були затримані на кілька днів, швидко виключені з вузів і рекрутовані до війська. 06.08.1973 лідер УНВФ З.ПОПАДЮК був засуджений до 7 р. таборів та 5 р. заслання, Я.МИКИТКО – до 5 р. ув’язнення. Справа Г.Хвостенка була виокремлена, але його не судили. 29 працівників Львівського університету, в т.ч. Любомиру ПОПАДЮК, матір З.ПОПАДЮКА, було звільнено з роботи. Зазнали погрому й інші вузи. 
З боку радянських каральних органів зазнавали репресій, насамперед, студенти, запідозрені у лояльності до німців і перебування на окупованих територіях. За таким звинуваченням у 1945р. заарештовано студентів Лісотехнічного інституту Зиновій Бабяк і  Євген Кулик.
У 1950-1951рр. відбувалися численні арешти студентів, виключення з комсомолу та вузів з формулюванням за «безідейність», «космополітизм», «релігійність». Так, за аполітичність було відраховано з Лісотехнічного інституту студента Фідика.
На початку 1950р. органи МДБ викрили антирадянський молодіжний осередок «С-5» (Союз п’яти) на чолі зі студентом Політехнічного інституту Миколою Касьяном, до організації належали студенти Лісотехнічного інституту Григорій Чеховський і Євген Горук.
Левицька Галина Іванівна 03.03.1958р. народження, с. Кнісело, Жидачівського району, навчалася у Львівському лісотехнічному інституті 1977-1982р. Член УГС у 1988р. з 1989р. під наглядом КДБ., 1995-2006р. кореспондент газети «За вільну Україну»,  Лауреат Всеукраїнського конкурсу «Українська мова-мова єднання» 2007р.

### Відновлення Незалежности України

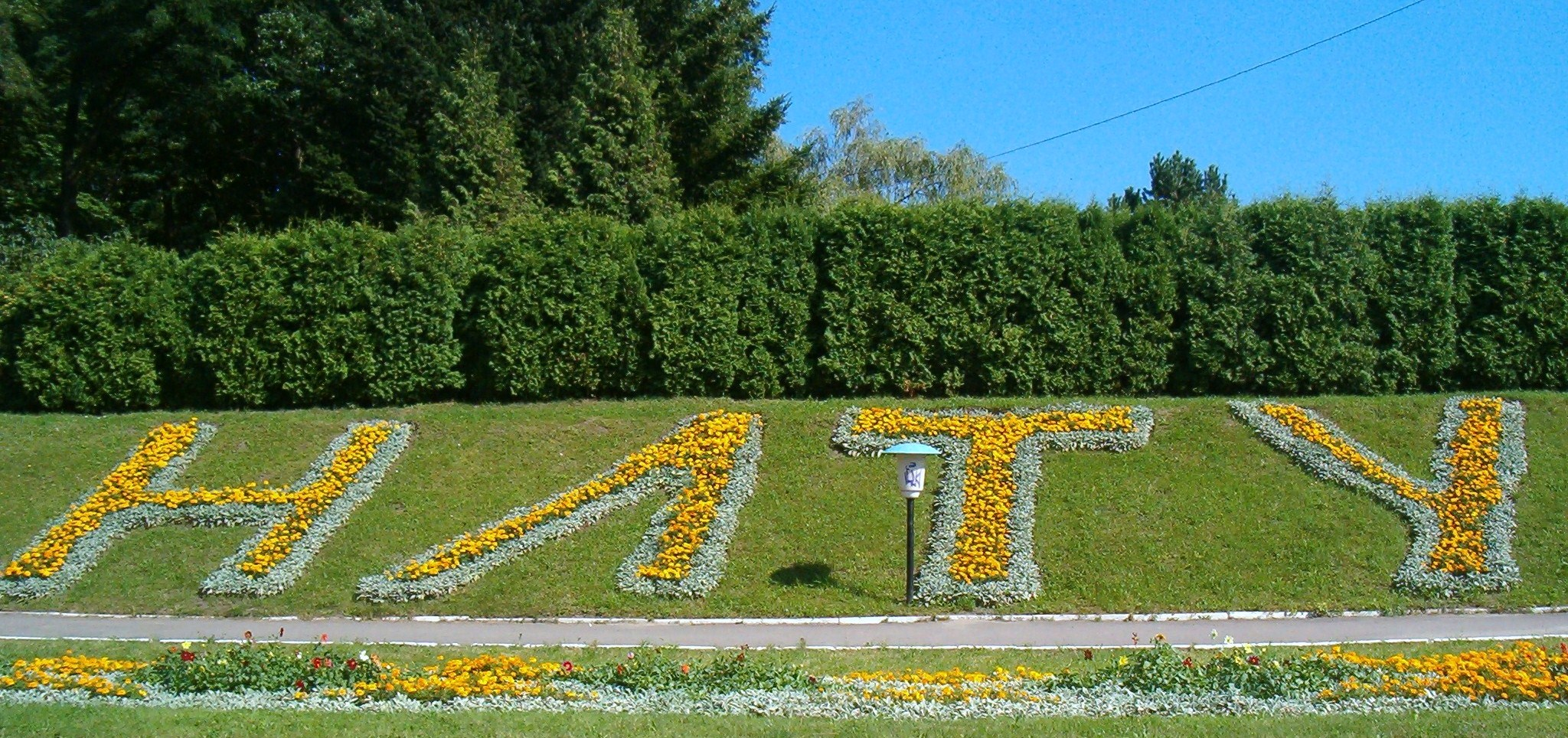
НЛТУ висаджений квітами

Головний навчальний корпус («акваріум»)

17 червня 1993 р. лісотехнічний інститут успішно пройшов акредитацію та одержав Державну ліцензію на освітню діяльність за четвертим освітньо-кваліфікаційним рівнем. Постановою Кабінету Міністрів України від 13 серпня 1993 р. № 646 на базі Львівського лісотехнічного інституту ім. Петра Погребняка створено «Український державний лісотехнічний університет». 16 травня 2005 року на його базі створено «Національний лісотехнічний університет України».

## Структура університету
Сьогодні в структурі університету — п'ять навчально-наукових інститутів: Інститут лісового і садово-паркового господарства, Інститут інженерної механіки, автоматизації та комп'ютерно-інтегрованих технологій, Інститут деревооброблювальних технологій і дизайну, Інститут екологічної економіки, а також центр доуніверситетської і післядипломної освіти, який включає підготовче відділення, курси для підготовки до вступу в університет, Малу лісову академію, курси підвищення кваліфікації та перепідготовки фахівців.
В університеті на виконання Постанови Верховної Ради України від 20 лютого 2003 р. № 565-IV «Про рекомендації парламентських слухань щодо дотримання вимог природоохоронного законодавства в Україні», рішення Міністерства освіти і науки України, а також ухвал Вченої ради НЛТУ України від 25 березня 2004 р. створено 1 серпня 2004 року на правах нового факультету Інститут екологічної економіки (організований на базі Центру підготовки магістрів з «Економіки довкілля і природних ресурсів (ENARECO)», який було організовано у 1998 р. за результатами виконання європейського проекту програми TEMPUS-TACIS у партнерстві з провідними університетами Німеччини, Бельгії та Італії).
В структуру університету входять також Технологічний коледж, Закарпатський лісотехнічний коледж в м. Хусті, Природничо-технічний ліцей, природний заповідник «Розточчя», навчально-виробничий лісокомбінат, Державний ботанічний сад, навчально-консультаційний центр в м. Хуст Закарпатської області, навчально-наукова лісоекологічна лабораторія в Шацьку Волинської області, два навчально-наукові екологічні стаціонари, спортивно-оздоровчий табір на березі Чорного моря та ряд інших закладів.
При університеті створено навчальний комплекс «Лісотехнічна освіта», до складу якого входять навчальні заклади І-ІІ рівнів акредитації з різних регіонів України — три коледжі, сім технікумів, один ліцей, три профтехучилища і одна гімназія-інтернат. Основним завданням комплексу є створення безперервної ступеневої системи освіти за інтегрованими навчальними планами.
В університеті діє аспірантура з 11 спеціальностей і докторантура з п'яти спеціальностей.

## Корпуси і кампуси
Університет розміщений у 9 навчально-наукових корпусах, один з яких — пам'ятка архітектури. Гуртожитки розміщені на території університету. Всі навчальні корпуси і гуртожитки становлять «Університетське містечко».
Обслуговування читачів відбувається на 2 абонементах і в 3 читальних залах. Приміщення бібліотеки (колишня недобудована церква) має власний корпус і два підрозділи, які розміщені в інших корпусах університету. У всіх корпусах та гуртожитках забезпечено доступ до Інтернету.

## Ректори
- 1945–1953 — В. І. Гарузов,
- 1953–1959 — Ю. Д. Третяк,
- 1959–1982 — А. І. Яцюк,
- 1982–1993 — В. П. Кучерявий,
- 1993–2021 — Ю. Ю. Туниця,
- 2021 — В. С. Загорський

## Наукова діяльність
На базі університету регулярно проводяться загальноукраїнські та міжнародні наукові конференції з проблем лісотехнічної освіти і науки, екології, сталого розвитку і духовності. Університет є членом всесвітньо відомої Міжнародної спілки лісових дослідницьких організацій (IUFRO) і перший серед ВНЗ постсоціалістичних країн прийнятий в члени авторитетної міжнародної організації — Академічної мережі європейської лісової освіти Silva Network.
Спільно з Лондонським університетом (Англія) та Інститутом молекулярної біології і генетики НАН України (м. Київ) створена науково-дослідна лабораторія молекулярно-генетичних маркерів з сучасним обладнанням, яка є унікальною для вузів та наукових установ лісового профілю.
Налагоджена співпраця з навчальними закладами та науковими установами 32 країн Європи, Америки, Австралії та Азії.
В університеті сформувались відомі наукові школи з проблем: підвищення продуктивності та біологічної стійкості лісових екосистем; еколого-невиснажливих та еколого-зберігаючих технологій лісопромислового виробництва; абразивної обробки деревини та підвищення стійкості дереворізального інструменту; основ автоматизованих технологій і управління складними виробничими системами лісопромислового комплексу; еколого-економічних засад лісокористування та охорони довкілля.
Своїми науковими здобутками університет значною мірою формує лісову політику України, впливає на розвиток лісопромислової та деревообробної галузей. Вчені університету плідно працюють в напрямках збільшення лісистості території України, заліснення ураженої радіацією зони відчуження Чорнобильської АЕС, збереження, охорони і раціонального використання лісових ресурсів.

## Освітня діяльність
Останнім часом в університеті розроблена і реалізується конкретна програма екологізації фундаментальних природничих, гуманітарних та фахових дисциплін. Метою цієї програми є започаткування в системі вищої освіти України процесу екологізації навчальних дисциплін як складової сучасної дидактики. Реалізація такої програми відповідає вимогам ООН до підготовки фахівців для цілей сталого розвитку. Тому широке запровадження досвіду виконання цієї програми в інших вищих навчальних закладах дозволило б Україні не лише приєднатися найближчим часом до Болонського процесу, але й запропонувати європейським університетам в ході здійснення цього процесу сприйняти українську концепцію екологізації освіти.
За 130 років своєї історії університет перетворився у визнаний центр національної лісотехнічної освіти і науки. Водночас, своєю конкретною співпрацею із зарубіжними організаціями, університет реально інтегрувався у світову, зокрема, європейську освітню систему.

## Інститути
У структурі університету: Інститут екологічної економіки та менеджменту, Інститут лісового і садово-паркового господарства, Інститут деревооброблювальних технологій і дизайну, Інститут інженерної механіки, автоматизації та комп'ютерно-інтегрованих технологій . науково-дослідна частина, науково-технічна бібліотека, Мала лісова академія, Технологічний коледж (м. Львів) та Закарпатський лісотехнічний коледжі (м. Хуст), Ботанічний сад загальнодержавного значення, природний заповідник «Розточчя», Страдчівський навчально-виробничий лісокомбінат, навчально-консультаційний центр (м. Хуст), Карпатська і Поліська науково-навчальні лісоекологічні лабораторії, три навчально-наукові лісоекологічні стаціонари, оздоровчо-спортивний табір на березі Чорного моря та інші підрозділи.

## Відомі люди

### Випускники
- Атена-Святомира Пашко[4]
- Башта Віталій Антонович (1937—1993) — український лісівник, заслужений лісівник УРСР.
- Гафтанюк Костянтин Тимофійович — заслужений лісівник України, протягом 1966—1990 років очолював Львівське обласне управління лісового господарства і лісозаготівель.
- Грунянський Іван Іванович — міністр лісової і деревообробної промисловості України (1965—1987)
- Капінос Олександр Анатолійович  — Герой України, один з Небесної сотні.
- Оприсько Михайло Васильович — український лісівник, заслужений працівник сільського господарства, відмінник лісового господарства України.
- Стефанишин Богдан Іванович (* 1933) — український лісівник, заслужений лісівник України.
- Шершун Микола Харитонович — Голова Державного комітету лісового господарства України (2010 рік)
- Туниця Юрій Юрійович — академік НАН України, доктор економічних наук, заслужений діяч науки і техніки України, професор, член офіційної делегації України на 19-й спецсесії Генеральної Асамблеї ООН (1997), член офіційної делегації України на 63-й сесії Генеральної Асамблеї ООН (2008), член офіційної делегації України на Конференції ООН з питань сталого розвитку «Ріо+20»(2012), автор ідеї та концепції Екологічної Конституції Землі.
- Шпек Роман Васильович — міністр економіки України (1993—1995) віце-прем'єр міністр України (1995—1996), голова постійного представництва України при Європейському Союзі (2000—2007)

### Науковці університету
- Бондаренко Володимир Данилович — український педагог, зоолог і поет. Професор кафедри лісівництва Національного лісотехнічного університету України, кандидат сільськогосподарських наук.
- Горошко Мирон Петрович —  — український учений-лісівник. Кандидат сільськогосподарських наук (1978), професор, завідувач кафедри лісової таксації та лісовпорядкування Національного лісотехнічного університету України.
- Дебринюк Юрій Михайлович — український учений-лісівник. Академік-секретар Лісівничої академії наук України, професор кафедри лісових культур і лісової селекції Національного лісотехнічного університету України, доктор сільськогосподарських наук.
- Татаринов Костянтин Адріанович — професор кафедри лісівництва, доктор біологічних наук, теріолог, палеонтолог, зоолог-фауніст.
- Хоєцький Павло Богданович — український науковець у галузі лісового господарства, педагог, учасник 20-ї та 23-ї українських Антарктичних експедицій на станції «Академік Вернадський».
- Юрій Руф (Юрій Романович Дадак) — кандидат технічних наук, доцент кафедри технологій лісопиляння, столярних і дерев'яних будівельних виробів.

### Почесні доктори

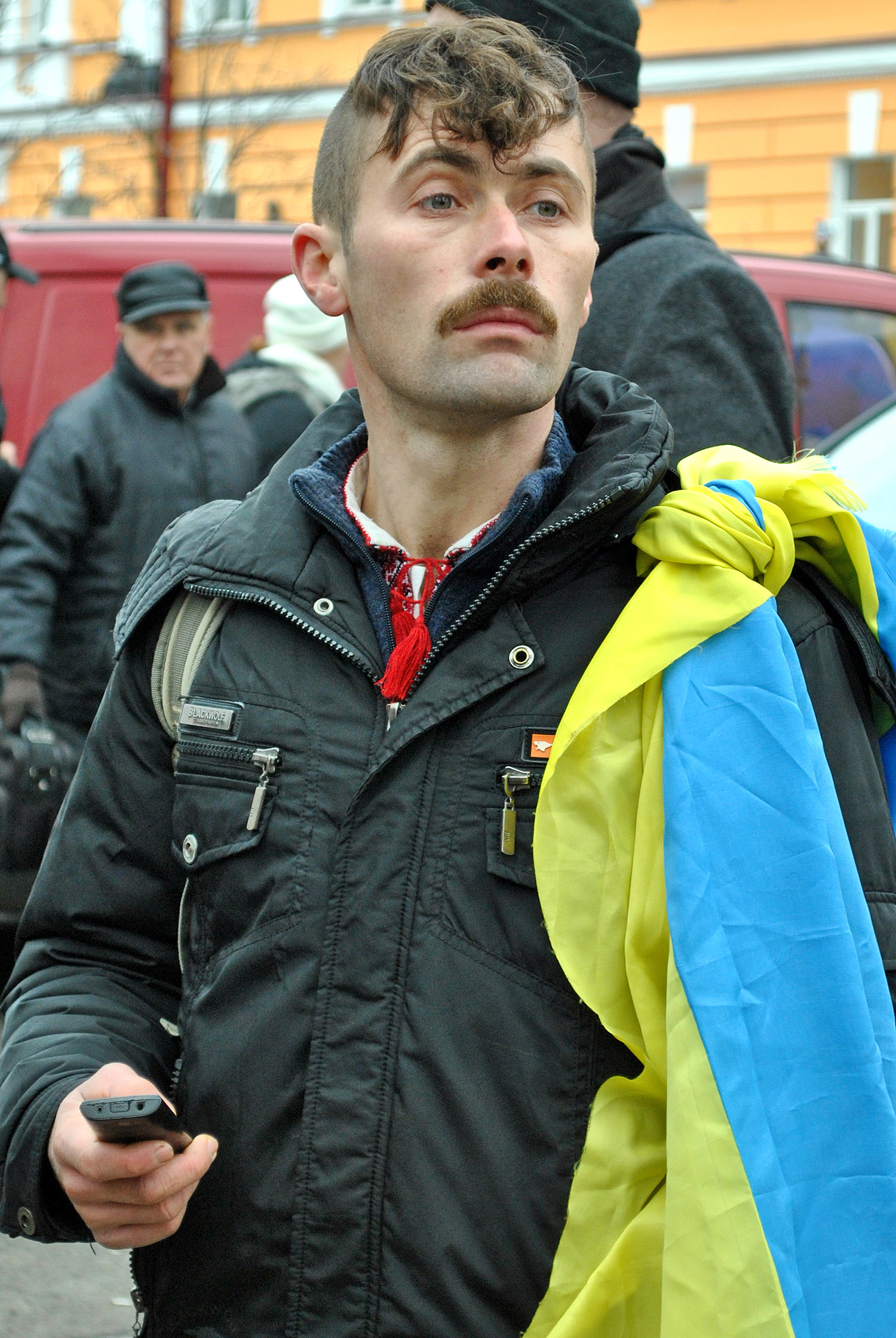
Капінос Олександр біля пам'ятника Тарасові Шевченку в Києві під час маршу 1 грудня 2013 року

- Гельмут Коль, Леонід Рудницький, Ганс Ессманн, Ноель Луст, Давіде Петтенелла, Гансюрген Досс, Дітріх Блюменвітц.

## Пам'ятні знаки, меморіальні таблиці
11 жовтня 2018 року відбулось урочисте освячення меморіальної таблиці Митрополиту Андрею Шептицькому, яку встановили на фасаді головного навчально-адміністративного корпусу Національного лісотехнічного університету України. Захід відбувся у рамках святкування 145-ліття навчального закладу.